# Priscilla Hon
Priscilla Hon (ur. 10 maja 1998 w Brisbane) – australijska tenisistka pochodzenia chińskiego.

## Kariera tenisowa
W juniorskich rozgrywkach zadebiutowała w lipcu 2011, a w styczniu kolejnego roku po raz pierwszy wystąpiła w juniorskim Wielkim Szlemie. Na początku 2013, dzięki otrzymaniu dzikiej karty, po raz pierwszy brała udział w eliminacjach gry pojedynczej kobiet podczas Australian Open. W lipcu 2014, w parze z Jil Teichmann, odnotowała półfinał juniorskiego Wimbledonu w grze podwójnej dziewcząt. W tym samym roku reprezentowała Australię na igrzyskach olimpijskich młodzieży w Nankin.
Pod koniec marca 2015 triumfowała w swoim pierwszym turnieju rangi ITF w grze pojedynczej i podwójnej. W styczniu 2016 zadebiutowała w turnieju głównym imprezy WTA, przegrywając w pierwszej rundzie turnieju w Brisbane z Samanthą Crawford 4:6, 4:6. Dwa tygodnie później, dzięki otrzymaniu dzikiej karty, po raz pierwszy wystąpiła w drabince głównej Wielkiego Szlema.

## Finały turniejów WTA
| Legenda                   | Legenda |
| ------------------------- | ------- |
| Wielki Szlem              |         |
| Igrzyska olimpijskie      |         |
| WTA Tour Championships    |         |
| od 2021                   |         |
| WTA 1000 (obowiązkowe)    |         |
| WTA 1000 (nieobowiązkowe) |         |
| WTA 500                   |         |
| WTA 250                   |         |
| WTA 125                   |         |

### Gra podwójna 1 (0–1)
| Końcowy wynik | Nr | Data            | Turniej  | Nawierzchnia | Partnerka     | Przeciwniczki                   | Wynik finału |
| ------------- | -- | --------------- | -------- | ------------ | ------------- | ------------------------------- | ------------ |
| Finalistka    | 1. | 4 stycznia 2025 | Brisbane | Twarda       | Anna Kalinska | Mirra Andriejewa Diana Sznajder | 6:7(6), 5:7  |

## Finały turniejów ITF
| turnieje z pulą nagród 100 000 $ (W100)  |
| turnieje z pulą nagród 80 000 $ (W80)    |
| turnieje z pulą nagród 60 000 $ (W75)    |
| turnieje z pulą nagród 40 000 $ (W50)    |
| turnieje z pulą nagród 25/30 000 $ (W35) |
| turnieje z pulą nagród 15 000 $ (W15)    |
| turnieje z pulą nagród 10 000 $          |

### Gra pojedyncza 15 (13–2)
| Rezultat     |     | Data       | Turniej     | ($)    | Naw.          | Przeciwniczka       | Wynik            |
| Zwyciężczyni | 1.  | 29/03/2015 | Mornington  | 15 000 | Ceglana       | Sandra Zaniewska    | 5:7, 6:3, 7:6(4) |
| Zwyciężczyni | 2.  | 25/10/2015 | Brisbane    | 25 000 | Twarda        | Kimberly Birrell    | 6:4, 6:3         |
| Zwyciężczyni | 3.  | 02/05/2016 | Pula        | 10 000 | Ceglana       | Jessica Crivelletto | 6:2, 6:2         |
| Zwyciężczyni | 4.  | 28/10/2018 | Bendigo     | 60 000 | Twarda        | Ellen Perez         | 6:4, 4:6, 7:5    |
| Finalistka   | 1.  | 31/03/2019 | Canberra    | 25 000 | Ceglana       | Olivia Rogowska     | 6:7(6), 3:6      |
| Finalistka   | 2.  | 13/02/2022 | Canberra    | 25 000 | Twarda        | Asia Muhammad       | 7:6(6), 3:6, 2:6 |
| Zwyciężczyni | 5.  | 29/05/2022 | Netanja     | 25 000 | Twarda        | Yanina Wickmayer    | 6:1, 6:3         |
| Zwyciężczyni | 6.  | 31/07/2022 | Nottingham  | 25 000 | Twarda        | Maia Lumsden        | 6:3, 3:6, 6:3    |
| Zwyciężczyni | 7.  | 09/10/2022 | Cairns      | 25 000 | Twarda        | Kimberly Birrell    | 4:6, 7:6(6), 6:4 |
| Zwyciężczyni | 8.  | 19/03/2023 | Canberra    | 60 000 | Ceglana       | Olivia Gadecki      | 4:6, 6:2, 6:4    |
| Zwyciężczyni | 9.  | 17/09/2023 | Perth       | 25 000 | Twarda        | Talia Gibson        | 6:1, 3:6, 6:3    |
| Zwyciężczyni | 10. | 04/02/2024 | Burnie      | 60 000 | Twarda        | Sara Saito          | 6:3, 6:0         |
| Zwyciężczyni | 11. | 25/11/2024 | Caloundra   | 40 000 | Twarda        | Himeno Sakatsume    | 6:4, 7:5         |
| Zwyciężczyni | 12. | 02/02/2025 | Brisbane    | 60 000 | Twarda        | Leonie Küng         | 6:4, 4:6, 6:2    |
| Zwyciężczyni | 13. | 16/03/2025 | Târgu Mureș | 60 000 | Twarda (hala) | Arianne Hartono     | 6:3, 6:4         |

### Gra podwójna 20 (13–7)
| Rezultat     |     | Data       | Turniej          | ($)     | Naw.          | Partnerka          | Przeciwniczki                             | Wynik             |
| Finalistka   | 1.  | 17/10/2014 | Toowoomba        | 15 000  | Twarda        | Lizette Cabrera    | Jessica Moore Abbie Myers                 | 3:6, 3:6          |
| Zwyciężczyni | 1.  | 29/03/2015 | Mornington       | 15 000  | Ceglana       | Tammi Patterson    | Mana Ayukawa Ayaka Okuno                  | 6:4, 7:6(4)       |
| Zwyciężczyni | 2.  | 05/04/2015 | Melbourne        | 15 000  | Ceglana       | Tammi Patterson    | Agata Barańska Sandra Zaniewska           | 2:6, 6:4, 12–10   |
| Zwyciężczyni | 3.  | 08/05/2015 | Pula             | 10 000  | Ceglana       | Aliona Bolsova     | Cristina Bucșa Eva Guerrero Álvarez       | 6:0, 6:3          |
| Zwyciężczyni | 4.  | 22/08/2015 | Lipsk            | 15 000  | Ceglana       | Jil Teichmann      | Pia König Conny Perrin                    | 6:1, 6:4          |
| Finalistka   | 2.  | 02/10/2015 | Tweed Heads      | 15 000  | Twarda        | Dalma Gálfi        | Kimberly Birrell Tammi Patterson          | 7:6(3), 3:6, 8–10 |
| Zwyciężczyni | 5.  | 26/03/2017 | Mornington       | 25 000  | Ceglana       | Fanny Stollár      | Jessica Moore Varatchaya Wongteanchai     | 6:1, 7:5          |
| Zwyciężczyni | 6.  | 02/06/2017 | Grado            | 25 000  | Ceglana       | Julja Gluszko      | Conny Perrin Tereza Mrdeža                | 7:5, 6:2          |
| Zwyciężczyni | 7.  | 10/06/2017 | Brescia          | 60 000  | Ceglana       | Julja Gluszko      | Montserrat González Iłona Kremień         | 2:6, 7:6(4), 10–8 |
| Finalistka   | 3.  | 18/06/2017 | Barcelona        | 60 000  | Ceglana       | Julja Gluszko      | Montserrat González Sílvia Soler Espinosa | 4:6, 3:6          |
| Zwyciężczyni | 8.  | 24/06/2017 | Warszawa         | 25 000  | Ceglana       | Wiera Łapko        | Katarzyna Kawa Katarzyna Piter            | 7:6(3), 6:4       |
| Zwyciężczyni | 9.  | 05/08/2017 | Lexington        | 60 000  | Twarda        | Wiera Łapko        | Hiroko Kuwata Walerija Sawinych           | 6:3, 6:4          |
| Zwyciężczyni | 10. | 23/03/2018 | Canberra         | 60 000  | Ceglana       | Dalila Jakupović   | Miyu Katō Makoto Ninomiya                 | 6:4, 4:6, 10–7    |
| Finalistka   | 4.  | 19/06/2021 | Nottingham       | 100 000 | Trawiasta     | Storm Sanders      | Monica Niculescu Elena-Gabriela Ruse      | 5:7, 5:7          |
| Finalistka   | 5.  | 18/03/2023 | Canberra         | 60 000  | Ceglana       | Dalila Jakupović   | Elysia Bolton Alexandra Bozovic           | 6:4, 5:7, 11–13   |
| Zwyciężczyni | 11. | 08/04/2023 | Kashiwa          | 25 000  | Twarda        | Arianne Hartono    | Saki Imamura Naho Sato                    | 6:4, 3:6, 10–7    |
| Finalistka   | 6.  | 29/04/2023 | Stambuł          | 60 000  | Ceglana       | Wałerija Strachowa | Irina Chromaczowa Dalila Jakupović        | 6:7(3), 4:6       |
| Zwyciężczyni | 12. | 28/10/2023 | City of Playford | 60 000  | Twarda        | Talia Gibson       | Kaylah McPhee Astra Sharma                | 6:1, 6:2          |
| Zwyciężczyni | 13. | 25/11/2023 | Brisbane         | 60 000  | Twarda        | Talia Gibson       | Destanee Aiava Maddison Inglis            | 4:6, 7:5, 10–5    |
| Finalistka   | 7.  | 22/02/2025 | Praga            | 60 000  | Twarda (hala) | Rebeka Masarova    | Jesika Malečková Miriam Škoch             | 0:6, 2:6          |